# Rhoicissus tridentata
Rhoicissus tridentata (L.f.) Wild & R.B.Drumm. (Afrikaans: Boesmansdruif) is plant uit de Vitaceae (Wijnstokfamilie) uit Afrika, vanaf de provincies West- en Oost-Kaap van Zuid-Afrika, waar de ondersoort R.t. tridentata voorkomt tot verder noordelijke provincies waar R.r. cuneifolia voorkomt (de noordelijke boesmansdruif) en verder in Zimbabwe en Zambia tot in Oeganda en zelfs Jemen toe. De plant staat als van minste zorg op de Zuid-Afrikaanse Rode Lijst.
De plant kan een struikje vormen van 1-3 m hoog, maar is voornamelijk een kruip- en klimplant, die in regenwouden opklimt tot hoogtes van 10 meter. Een andere naam is droog-my-keel. De plant draagt trossen druifachtige vruchten die oranjerood kleuren als rijp worden, maar ze worden voornamelijk door dieren en vogels gegeten. Ze zijn bitter en zuur. De bladeren zijn drietallig en hebben een gave bladrand die naar de punt toe getand wordt. Bij de zuidelijke ondersoort zijn dat niet meer dan vier tandjes, bij de noordelijke soort altijd meer dan vier en dan zijn de bladeren behaard.
De plant wordt veel gebruikt door sangoma's (Zuid-Afrikaanse medicijnmannen) en aftreksels van de wortels worden gebruikt voor het opwekken van weeën. Wetenschappelijk onderzoek op baarmoeder en dunnedarm van ratten hebben aangetoond dat afhankelijk van de concentratie van de aftreksel er inderdaad contracties optraden die geblokkeerd konden worden met atropine of indometacine.
Ook de bladeren worden door volksgenezers gebruikt voor een aantal kwalen en ook hiervan heeft onderzoek aangetoond dat aftreksels antidiabetische eigenschappen bezitten.

## Galerij

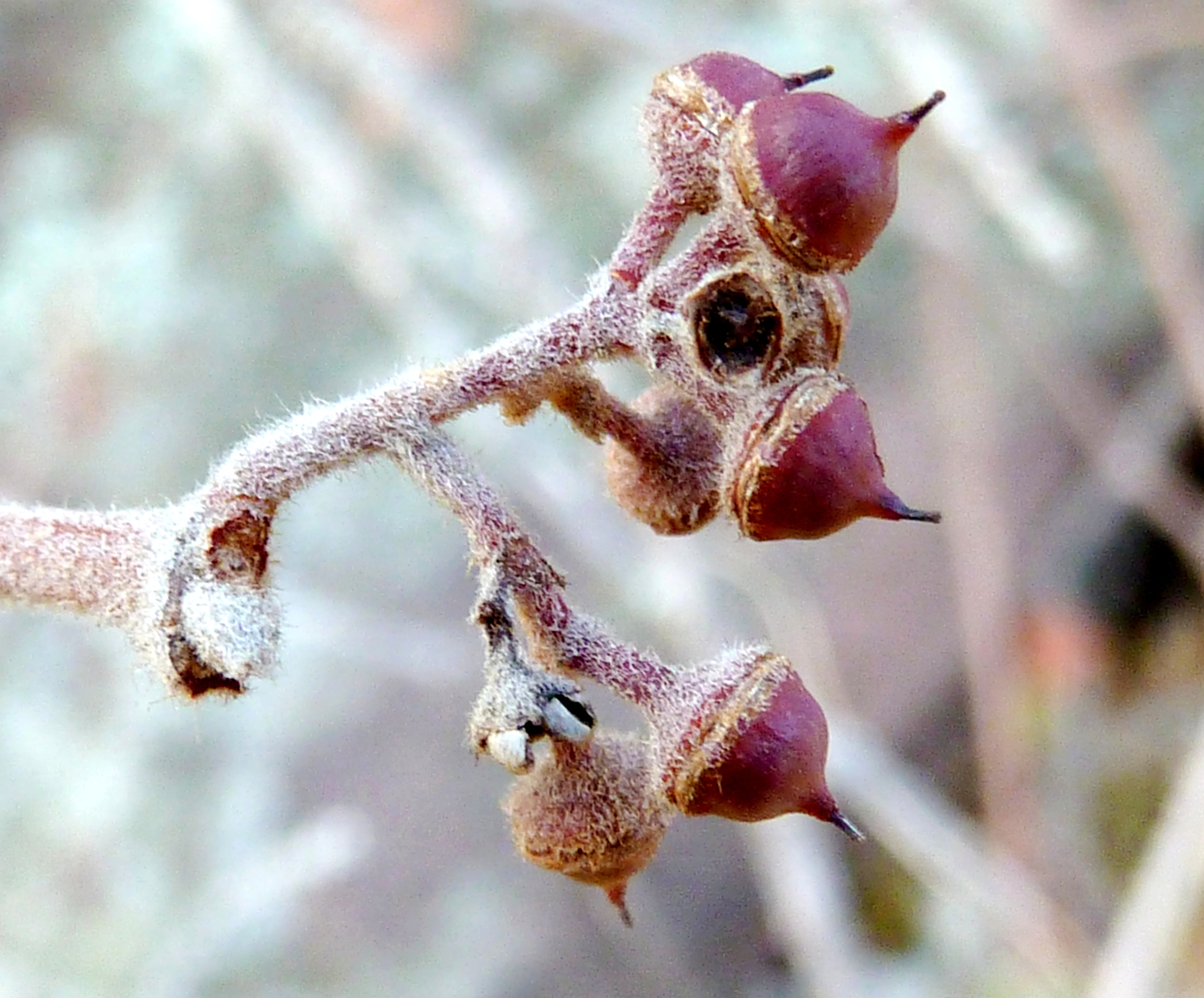
Rhoicissus tridentata, bloemknoppen
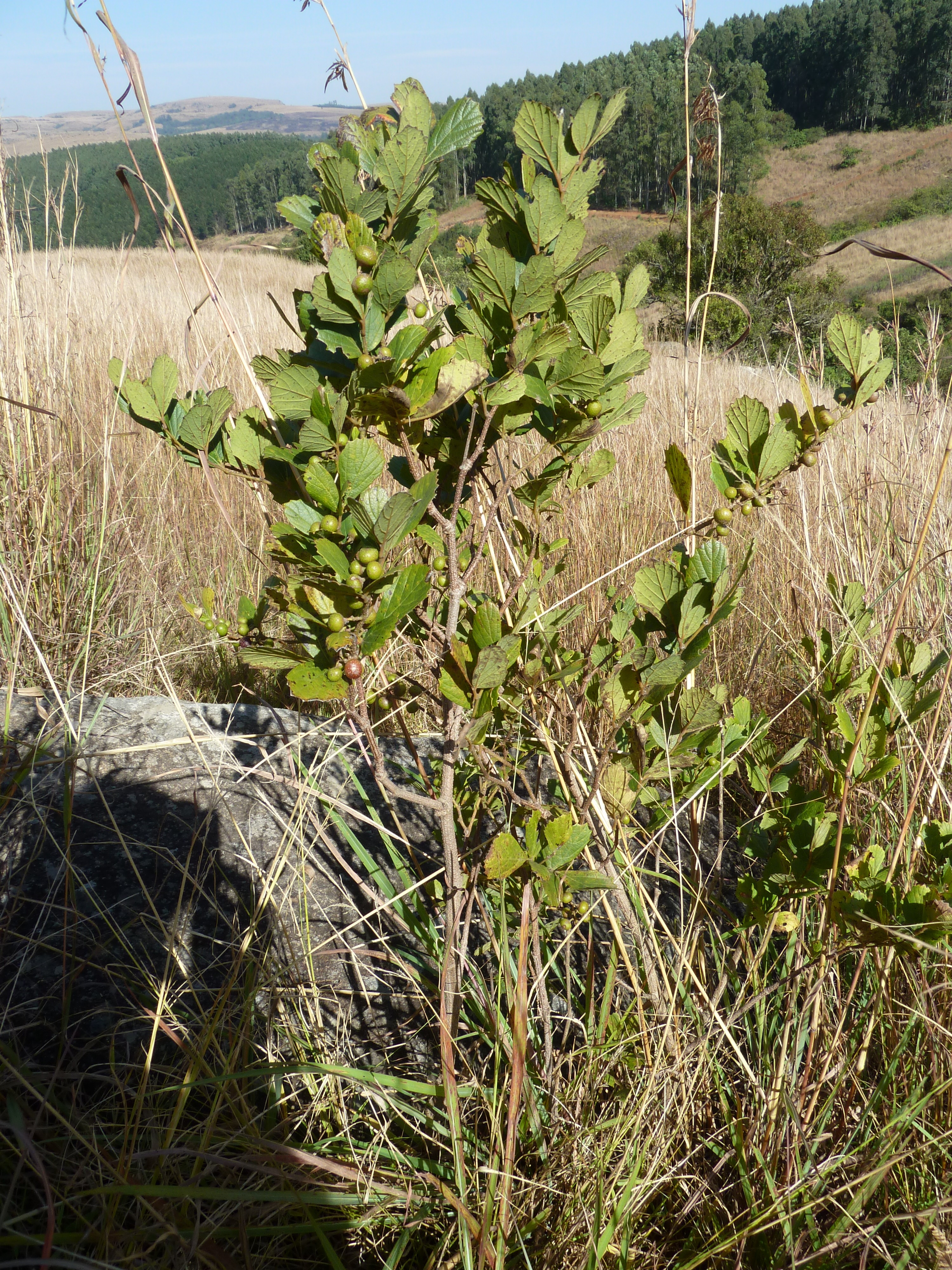
Rhoicissus tridentata
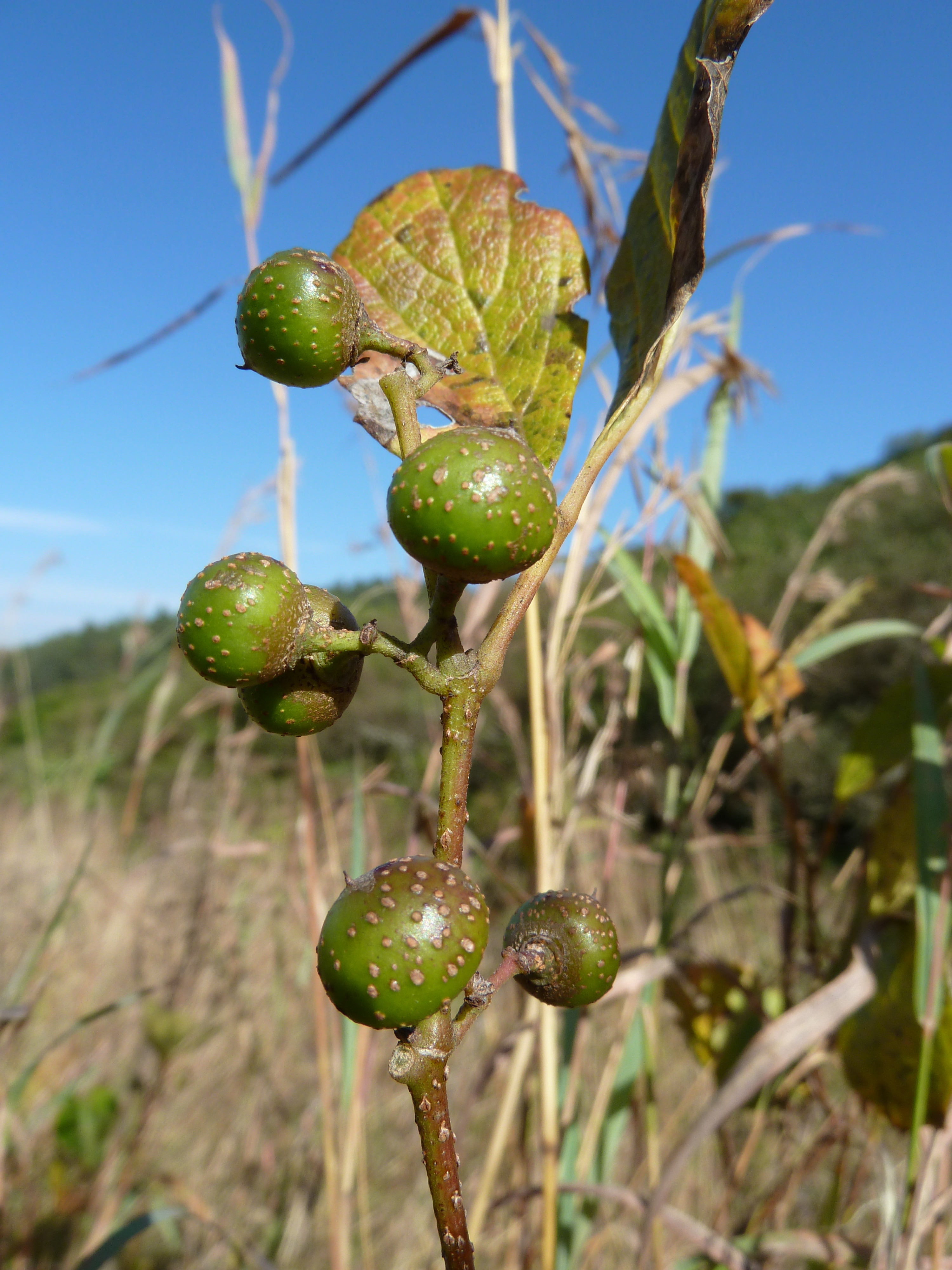
Rhoicissus tridentata, bosmansdruiven